# Crévéchamps
Crévéchamps est une commune française située dans le département de Meurthe-et-Moselle en région Grand Est, située au sud de Nancy.

## Géographie
|        | Tonnoy         | Velle-sur-Moselle |
| Benney | Crévéchamps    | Haussonville      |
|        | Saint-Remimont | Saint-Mard        |

### Hydrographie
La commune est dans le bassin versant du Rhin au sein du bassin Rhin-Meuse. Elle est drainée par le canal de l'Est (Branche Sud), le ruisseau de Parfondrupt et le ruisseau du Moulin d'Orvillers,.
Le canal de l'Est (branche Sud) est un canal, chenal navigable de 73 km qui relie la commune de Chaumouseyà celle de Pont-Saint-Vincent où il se jette dans la Moselle. 

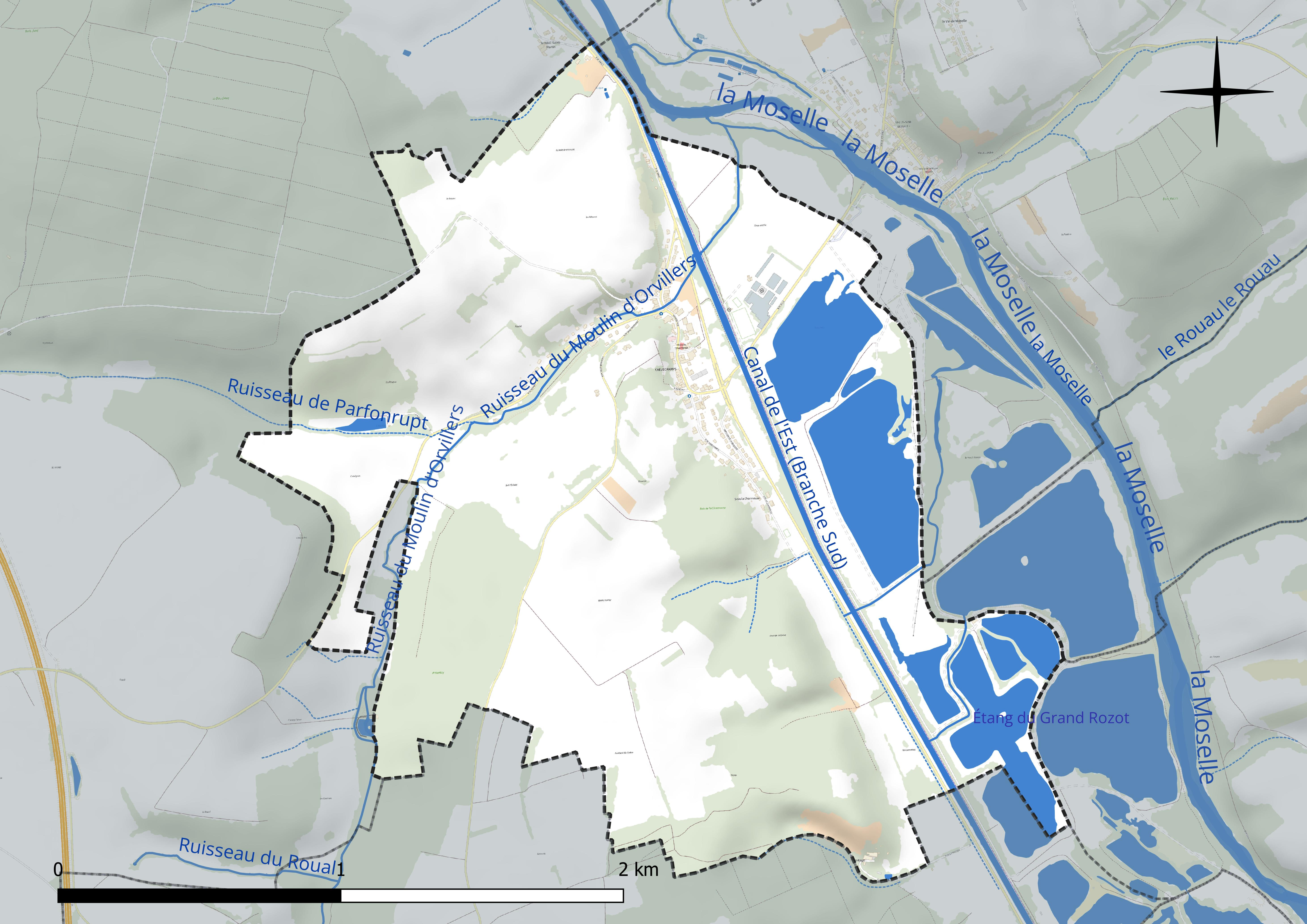
Réseau hydrographique de Crévéchamps.

### Climat
Pour des articles plus généraux, voir Climat du Grand Est et Climat de Meurthe-et-Moselle.
En 2010, le climat de la commune est de type climat des marges montargnardes, selon une étude du Centre national de la recherche scientifique s'appuyant sur une série de données couvrant la période 1971-2000. En 2020, Météo-France publie une typologie des climats de la France métropolitaine dans laquelle la commune est exposée à un climat semi-continental et est dans la région climatique  Lorraine, plateau de Langres, Morvan, caractérisée par un hiver rude (1,5 °C), des vents modérés et des brouillards fréquents en automne et hiver. 
Pour la période 1971-2000, la température annuelle moyenne est de 9,8 °C, avec une amplitude thermique annuelle de 16,9 °C. Le cumul annuel moyen de précipitations est de 868 mm, avec 11,5 jours de précipitations en janvier et 9,4 jours en juillet. Pour la période 1991-2020, la température moyenne annuelle observée sur la station météorologique de Météo-France la plus proche, « Nancy-Essey », sur la commune de Tomblaine à 18 km à vol d'oiseau, est de 11,0 °C et le cumul annuel moyen de précipitations est de 746,3 mm. 
La température maximale relevée sur cette station est de 40,1 °C, atteinte le 24 juillet 2019 ; la température minimale est de −24,8 °C, atteinte le 21 février 1956,,. 
Les paramètres climatiques de la commune ont été estimés pour le milieu du siècle (2041-2070) selon différents scénarios d'émission de gaz à effet de serre à partir des nouvelles projections climatiques de référence DRIAS-2020. Ils sont consultables sur un site dédié publié par Météo-France en novembre 2022.

## Urbanisme

### Typologie
Au 1er janvier 2024, Crévéchamps est catégorisée commune rurale à habitat dispersé, selon la nouvelle grille communale de densité à sept niveaux définie par l'Insee en 2022.
Elle est située hors unité urbaine. Par ailleurs la commune fait partie de l'aire d'attraction de Nancy, dont elle est une commune de la couronne,. Cette aire, qui regroupe 353 communes, est catégorisée dans les aires de 200 000 à moins de 700 000 habitants,.

### Occupation des sols
L'occupation des sols de la commune, telle qu'elle ressort de la base de données européenne d’occupation biophysique des sols Corine Land Cover (CLC), est marquée par l'importance des territoires agricoles (55,2 % en 2018), en diminution par rapport à 1990 (67,8 %). La répartition détaillée en 2018 est la suivante : prairies (28,6 %), terres arables (26 %), forêts (19,9 %), zones urbanisées (8 %), eaux continentales (6,4 %), mines, décharges et chantiers (6 %), milieux à végétation arbustive et/ou herbacée (4,5 %), zones agricoles hétérogènes (0,5 %). L'évolution de l’occupation des sols de la commune et de ses infrastructures peut être observée sur les différentes représentations cartographiques du territoire : la carte de Cassini (XVIIIe siècle), la carte d'état-major (1820-1866) et les cartes ou photos aériennes de l'IGN pour la période actuelle (1950 à aujourd'hui).

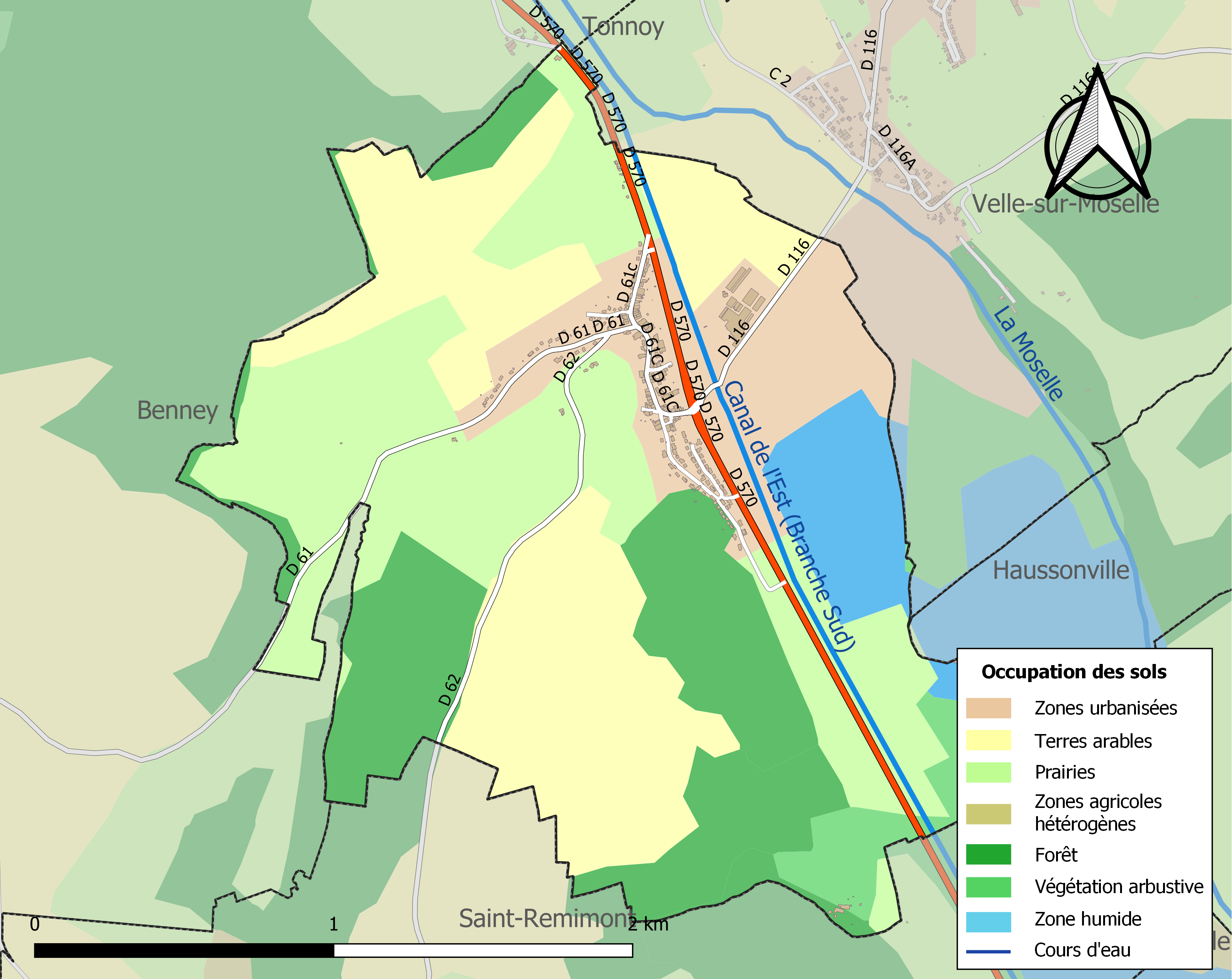
Carte des infrastructures et de l'occupation des sols de la commune en 2018 (CLC).

## Toponymie
Le nom de la localité est attesté sous les formes Altare apud Crepatum Campum (vers 1090) ; Walterus de Crevechamps (1172) ; Creveichamp, Craveichamp, Cravechamp (1248) ; Craveichamps (1423) ; Cravechampz (1449) ; Creveschamps (1499) ; Craveschamps (1568) ; Crévéchamp (1782).

Crévéchamps est un « champ crevé , détruit , défoncé ».

## Histoire
- Présence gallo-romaine.
- Pendant la Guerre de Trente Ans, les troupes suédoises, sur ordre de Richelieu, rasent le hameau d'Hurvillers à cause de la présence d'une maison forte (parcelle 0012, probablement consolidée depuis l'époque gallo-romaine). Ce hameau se trouvait entre Benney et Crévéchamps le long du ruisseau du moulin d'Orvillers, au lieu dit " Champ César ".

## Politique et administration
| Période                                  | Période  | Identité           | Étiquette | Qualité                                                   |
| ---------------------------------------- | -------- | ------------------ | --------- | --------------------------------------------------------- |
| Les données manquantes sont à compléter. |          |                    |           |                                                           |
| mars 2001                                | mai 2020 | Michel Dietsche    |           | Retraité de l'enseignement                                |
| mai 2020                                 | En cours | Sébastien Nicolas, |           | Employé civil ou agent de service de la fonction publique |

Par arrêté préfectoral de la préfecture de la région Grand-Est en date du 9 décembre 2022, la commune de Crévéchamps a intégré l'arrondissement de Lunéville au 1er janvier 2023.

## Population et société

### Démographie
L'évolution du nombre d'habitants est connue à travers les recensements de la population effectués dans la commune depuis 1793. Pour les communes de moins de 10 000 habitants, une enquête de recensement portant sur toute la population est réalisée tous les cinq ans, les populations de référence des années intermédiaires étant quant à elles estimées par interpolation ou extrapolation. Pour la commune, le premier recensement exhaustif entrant dans le cadre du nouveau dispositif a été réalisé en 2006.

En 2022, la commune comptait 348 habitants, en évolution de −11,45 % par rapport à 2016 (Meurthe-et-Moselle : −0,13 %, France hors Mayotte : +2,11 %).
| 1793 | 1800 | 1806 | 1821 | 1831 | 1836 | 1841 | 1846 | 1851 |
| ---- | ---- | ---- | ---- | ---- | ---- | ---- | ---- | ---- |
| 250  | 317  | 352  | 336  | 359  | 407  | 402  | 364  | 353  |

| 1856 | 1861 | 1872 | 1876 | 1881 | 1886 | 1891 | 1896 | 1901 |
| ---- | ---- | ---- | ---- | ---- | ---- | ---- | ---- | ---- |
| 323  | 293  | 291  | 294  | 273  | 249  | 261  | 218  | 227  |

| 1906 | 1911 | 1921 | 1926 | 1931 | 1936 | 1946 | 1954 | 1962 |
| ---- | ---- | ---- | ---- | ---- | ---- | ---- | ---- | ---- |
| 232  | 263  | 178  | 182  | 199  | 175  | 197  | 222  | 256  |

| 1968 | 1975 | 1982 | 1990 | 1999 | 2006 | 2011 | 2016 | 2021 |
| ---- | ---- | ---- | ---- | ---- | ---- | ---- | ---- | ---- |
| 247  | 271  | 262  | 298  | 304  | 320  | 339  | 393  | 365  |

| 2022 | - | - | - | - | - | - | - | - |
| ---- | - | - | - | - | - | - | - | - |
| 348  | - | - | - | - | - | - | - | - |

## Culture locale et patrimoine

### Lieux et monuments
- Il y eut un ermitage et une fontaine de dévotion à la Garenne.
- Canal de l'Est : écluse.
- Église Notre-Dame-en-son-Assomption de Crévéchamps.
- Croix de sépulture, remise au Musée lorrain.

### Héraldique, logotype et devise
| Blason de Crévéchamps | Blason  | D'argent au mont de sable enflammé de gueules ; à la crosse abbatiale contournée d'or brochant sur le tout. |
| Blason de Crévéchamps | Détails | Le statut officiel du blason reste à déterminer.                                                            |